# Детская музыкальная школа № 2 (Обнинск)
Де́тская музыка́льная шко́ла № 2 (МОУ ДОД «ДМШ № 2») — муниципальное учреждение дополнительного образования, одна из двух детских музыкальных школ города Обнинска.

## Общие сведения

### Адрес
249020, Калужская область, г. Обнинск, улица Энгельса, дом 22.

### Отделения
- Хорового пения
- Струнно-смычковых инструментов
- Народных инструментов
- Духовых инструментов
- Специального и общего фортепиано
- Эстрадно-джазовое
- Теоретическое
- Подготовительное

### Помещения

#### Полезная площадь
Полезная площадь — 2370 квадратных метров.

#### Учебные помещения
- 35 классов для индивидуальных занятий (20 для пианистов, 4 для скрипачей, 1 для виолончелистов, 3 для духовиков, 6 для народных инструментов, 1 для электрогитары)
- 7 классов для занятий музыкально-теоретическими дисциплинами, оборудованные современной аудио и видео техникой
- 5 классов для занятий хоровых коллективов с повышенной звукоизоляцией, специальными хоровыми подставками
- Камерный концертный зал на 50 мест с двумя кабинетными роялями
- Большой концертный зал на 220 мест с двумя концертными роялями и артистической комнатой

#### Библиотека
Библиотечный фонд включает 33 тысячи единиц, в том числе 120 видеокассет и 300 компакт-дисков с аудио- и видеозаписями классической музыки. В библиотеке есть фонотека и читальный зал.

#### Вспомогательные помещения
- Кабинет звукозаписи
- Мастерская по ремонту струнно-смычковых и народных инструментов

### Преподавательский состав
В школе работают 82 преподавателя, в том числе 77 основных и 5 совместителей. Из них 29 преподавателей имеют высшую квалификационную категорию, 41 — I квалификационную категорию.
Преподаватели Т. В. Булгакова, В. Г. Казанцев и Б. А. Красильников имеют почётное звание «Заслуженный работник культуры Российской Федерации», преподаватель В. Г. Казанцев имеет звание «Заслуженный работник культуры Калужской области» и награждён почётным знаком «За высокие достижения».
Ежегодно 10-15 преподавателей повышают уровень своей квалификационной категории в областной аттестационной комиссии. Большая часть педагогического коллектива имеет высшее образование и стаж работы свыше 25 лет. Специальность и квалификация педагогических кадров соответствует профилю преподаваемых дисциплин.
Повышение профессиональной квалификации проводится на Областных курсах Министерства культуры и образования, в Калужском музыкальном колледже имени С. И. Танеева, в Научно-методическом центре (Москва), на мастер-классах.

### Учащиеся
В школе одновременно учатся 770 учеников.
С 1981 по 2011 год школу окончили 2300 учащихся, из них 125 продолжили обучение в профессиональных музыкальных учебных заведениях: Центральной музыкальной школе при Московской государственной консерватории имени П. И. Чайковского, Московском музыкальном колледже имени Гнесиных, Московском музыкальном колледже имени Ф. Шопена, Московском музыкальном колледже имени А. Шнитке, Московском музыкальном колледже при Московской государственной консерватории имени П. И. Чайковского, Калужском музыкальном колледже имени С. И. Танеева, Областном музыкальном колледже города Электростали, Тверском музыкальном колледже, Обнинском колледже искусств. Восемь выпускников школы вернулись в неё как преподаватели: Е. В. Алексеева, З. В. Бондаренко, И. В. Верицкий, А. В. Жеребин, Л. С. Коробкова, Н. П. Никитина, М. В. Рыкова. В .Г .Ждамиров

### Прочее
С 1994 года ведётся видеозапись концертов и конкурсов, проходящих в концертном зале школы. Видеоархив школы составляет более 400 часов непрерывного звучания на видео-кассетах и DVD-дисках.
Для домашних занятий учащиеся могут пользоваться школьными музыкальными инструментами. Родителям учащихся выдаются в пользование за небольшую плату струнные, духовые, народные инструменты. Учащиеся, не имеющие дома фортепиано, могут заниматься в школьных классах самоподготовкой бесплатно. Школьные инструменты поддерживаются в рабочем состоянии ремонтировщиками и настройщиками.

## История
Решение об открытии в Обнинске второй музыкальной школы было принято из-за нехватки мест в уже существующей детской музыкальной школе № 1 в конце 1970-х гг. Школа была построена в 1981 году по типовому проекту, рассчитанному на 650 учащихся.

## Музыкальные коллективы на базе школы

### Детские коллективы

#### Классик-хор «Канцона»
Создан в 1988 году Татьяной Васильевной Булгаковой. Лауреат международных конкурсов в Москве, Санкт-Петербурге и Одессе, участник фестиваля искусств в Италии, лауреат XI международного фестиваля-конкурса хоров «Пражское Рождество» в Чехии. Часто выступает вместе со взрослым камерным хором «Партес». Многие хористки «Канцоны», взрослея, переходят петь в «Партес».
Хор мальчиков и юношей «Алые паруса»
Руководитель Светлана Васильевна Прохорова

#### Детский хоровой ансамбль «Весёлый ветер»
Руководитель Виктор Георгиевич Ждамиров

#### Ансамбль «Сказочная история»
Руководитель Ирина Леонидовна Шамина.

#### Ансамбль «Веселый гном»
Руководитель Ирина Леонидовна Шамина.

#### Ансамбль «Ассоль»
Руководитель — Рыкова Мария Владимировна.

#### Оркестр русских народных инструментов
Руководитель В. В. Рожнов.

#### Ансамбль баянистов и аккордеонистов
Руководитель Ирина Анатольевна Воропаева.

### Взрослые коллективы

#### Камерный хор «Партес»
Создан в 1988 году. Руководитель — Татьяна Васильевна Булгакова. Хор на треть состоит из выпускников и преподавателей двух музыкальных школ Обнинска. Принимал участие в фестивалях в США, Испании, Германии, Польше, Эстонии, Украине, Финляндии.

#### Муниципальный камерный оркестр «Ренессанс»
Создан в 1989 году Борисом Алексеевичем Красильниковым, возглавлявшим его до 2005 года. С 2005 года оркестром руководит Игорь Викторович Иванов. Музыканты оркестра — преподаватели струнного отделения школы. Лучшие учащиеся школы по программе «Оркестр и дети» выступают с «Ренессансом» в качестве солистов. Оркестр гастролировал в Венгрии, Германии, Франции, Австрии, Тунисе.

#### Ансамбль русских народных инструментов «Диво»
Создан в 2001 году Ириной Анатольевной Воропаевой. В ансамбле играет около половины преподавателей народного отделения школы. Лауреат IV областного конкурса ансамблей и оркестров, дипломант IV международного фестиваля славянской культуры и письменности в Париже. Гастролировал во Франции, Италии, Германии, Чехии, Литве. С ансамблем сотрудничает фолк-певица Лидия Михайловна Музалёва.

## Директора
- 1981—? — Галина Яковлевна Рухадзе
- ?—? — Герман Леонидович Миронов
- ?—2001 — Александр Геннадьевич Сычёв
- 2001 — по настоящее время — Светлана Александровна Курдеева